# 天主教布羅肯灣教區
天主教布羅肯灣教區（拉丁語：Dioecesis Sinus Tortuosi）是澳大利亞一個羅馬天主教教區。屬悉尼總教區。教區成立於1986年4月8日。
教區位於新南威爾斯州布羅肯灣和中海岸，主教公署在錦旗山，座堂位於威塔拉。2006年有教友206,000人（佔轄區人口25.2%）、四十個堂區、117名司鐸。現任主教為安多尼·蘭達佐，榮休主教為達味·類斯·沃克。